# Stiftung Allianz für Entwicklung und Klima
Die Allianz für Entwicklung und Klima ist eine 2018 vom Bundesministerium für wirtschaftliche Zusammenarbeit und Entwicklung (BMZ) ins Leben gerufene Initiative, die 2020 in eine Stiftung des bürgerlichen Rechts überführt wurde.
Ihr Ziel ist die gleichzeitige Förderung von globaler, nachhaltiger Entwicklung und internationalem Klimaschutz. Ausgangspunkte bilden die Agenda 2030 und das Übereinkommen von Paris der Vereinten Nationen.
Sie setzt dabei auf Klimaschutzprojekte zur freiwilligen Kompensation von Treibhausgasen in Ländern des Globalen Südens, die einerseits Treibhausgase binden oder Emissionen reduzieren, andererseits den wirtschaftlichen und technologischen Fortschritt fördern, die Umwelt und Biodiversität schützen und die Lebensbedingungen der Menschen vor Ort verbessern.

Olivia Henke und Peter Renner; Vorstand Stiftung Allianz für Entwicklung und Klima

Die Allianz versteht sich als institutionalisierte Multi-Akteurs-Partnerschaft, die insbesondere bei privaten Akteuren in Industrieländern dafür wirbt, neben Maßnahmen zur Reduzierung eigener Emissionen qualitativ hochwertige Klimaschutzprojekte (mit-) zu finanzieren, und sie dabei unterstützt, einen Beitrag zu nachhaltiger Entwicklung zu leisten.
Die Stiftung sichert und multipliziert die Arbeit der Allianz langfristig. Sie wird vom Vorstandsvorsitzenden Peter Renner und von der Vorständin Olivia Henke geleitet. Sitz der Geschäftsstelle ist in Berlin.

## Struktur
Die im Herbst 2020 gegründete Stiftung Allianz für Entwicklung und Klima wird vom Vorstandsvorsitzenden Peter Renner und von der Vorständin Olivia Henke geleitet. Das Kuratorium der Stiftung ist besetzt mit Laura Schmidt (BMZ) als Vorsitzende, dem stellvertretenden Vorsitzenden Martin Schröder (KfW-Bankengruppe) und Melanie Habelitz-Wollgam (Bayerische Staatskanzlei).
Das anfangs bei der Deutschen Gesellschaft für Internationale Zusammenarbeit (GIZ) GmbH eingerichtete Sekretariat der Allianz, das die Ziele und Aktivitäten der Allianz für Entwicklung und Klima im Auftrag des Bundesentwicklungsministeriums und in Kooperation mit dem Forschungsinstitut für anwendungsorientierte Wissensverarbeitung/n (FAW/n) umsetzte, bestand bis 2021. Die Aufgaben des Sekretariats wurden seither schrittweise von der Stiftung übernommen, die nun seit 2021 die Allianz trägt.

## Ziele
Um das übergeordnete Ziel, die Förderung von globaler, nachhaltiger Entwicklung und internationalem Klimaschutz, zu erreichen, verfolgt die Stiftung Allianz für Entwicklung und Klima mehrere Teilziele:
- die politische Anerkennung der Kompensation von Emissionen, die über die Verpflichtungen von Paris hinausgeht. Sie tritt ein für das 1,5 Grad Ziel des Abkommens von Paris und sie unterstützt die 17 nachhaltigen Entwicklungsziele der Agenda 2030 der Vereinten Nationen;
- ein massives Wachstum des freiwilligen Emissionshandelsmarktes;
- eine Verbesserung der institutionellen und politischen Rahmenbedingungen;
- die Erfassung und Kommunikation bereits erfolgter Kompensationsmaßnahmen;
- die Mobilisierung von Finanzmitteln für Klimaschutz und Entwicklung;
- politische Unterstützung und Orientierungsleistungen für die Unterstützer der Allianz;
- die Ermöglichung von Erfahrungsaustausch sowie Bündelung und Verbreitung von Know-how;
- die Vernetzung der verschiedenen Stakeholder;
- die Internationalisierung des Ansatzes;

## Umsetzung und Aktivitäten
Die Allianz für Entwicklung und Klima bringt Unternehmen, Organisationen und Institutionen in Kontakt mit Anbieter des freiwilligen CO2-Kompensationsmarktes („Partner für Entwicklung und Klima“). Die Website der Stiftung bündelt dazu den Auftritt von mehreren Partner für Entwicklung und Klima und bietet somit einen Überblick über den freiwilligen Kompensationsmarkt. Die Partner für Entwicklung und Klima beraten bei der Auswahl konkreter Projekte in Ländern des Globalen Südens, die neben dem Klimaschutz auch eine positive Wirkung auf Entwicklung und Umwelt zum Ziel haben und die Lebensbedingungen der Menschen vor Ort verbessern. Die Projekte bzw. die Klimaschutzzertifikate aus den Projekten müssen anerkannten Standards entsprechen, die von einer Arbeitsgruppe in der Allianz für Entwicklung und Klima fixiert wurden. Mit einigen Anbieter können außerdem eigene, individuelle Entwicklungs- und Klimaschutzprojekte entwickelt werden.
Darüber hinaus veranstaltet die Stiftung für ihre Unterstützer regelmäßige Jahreskonferenzen mit Projektmessen, Workshops und Fachvorträgen zum fachlichen Austausch und zur Vernetzung. Zu den Stiftungszwecken zählt zudem die Bildungs- und Aufklärungsarbeit für Entwicklung und Klima.
Des Weiteren erarbeitet und beauftragt die Stiftung Studien, um den freiwilligen Kompensationsmarkt, den entwicklungs- und klimapolitischen Rahmen sowie Trends in der Entwicklungs- und Klimafinanzierung zu begleiten und mitzugestalten. So erschien beispielsweise 2021 die Studie zu Artikel 6 des Pariser Abkommens und dessen Bedeutung für den freiwilligen Markt, 2022 eine Studie zu den Entwicklungswirkungen von Projekten im freiwilligen Kohlenstoffmarkt und zuletzt ein Leitfaden für die Umsetzung eines Contribution Claim-Modells. In Fact-Sheets und Leitfäden stellt die Stiftung außerdem vielfältige Informationen von Grundlagenwissen bis zu Praxistipps zusammen.
Im regelmäßig erscheinenden Podcast „Grad° Global“ der Stiftung Allianz für Entwicklung und Klima ist die Moderatorin Anja Backhaus im Namen der Stiftung mit Gästen zum Thema Entwicklung und Klima im Gespräch.
Seit 2023 bietet die Stiftung Allianz für Entwicklung und Klima ihren Unterstützer ein von unabhängiger Instanz geprüftes Siegel an. Mit dem Siegel SDGold werden Organisationen ausgezeichnet, die sich für nachhaltige Entwicklung starkmachen. Und sich damit für Entwicklung und Klima im Sinne der Sustainable Development Goals (SDGs) der Vereinten Nationen einsetzen. Mit dem verliehenen Siegel, das dies in fünf Schritten bemisst, können Organisationen ihren Einsatz glaubhaft und transparent kommunizieren.
Die fünf Schritte:
1. Organisationspolitik zur Förderung von Entwicklung und Klima
2. Ambitionierte Klimaschutzziele und -maßnahmen
3. Wirksame Kompensation und zusätzlicher Klimaschutz
4. Beitrag zur nachhaltigen Entwicklung und zusätzliches Engagement

Bei erfolgreichem Durchlaufen des Prozesses wird den Unterstützer der Allianz für Entwicklung und Klima das Siegel SDGold für drei Jahre verliehen. Und zeichnet Organisationen als Excellence in Sustainable Development aus.

## Unterstützer und Partner

### Unterstützer
Unternehmen, Organisationen, Institutionen, Vereine und Verbände, Behörden, zivilgesellschaftliche Akteure und Privatpersonen können durch Unterzeichnen einer „Mitmacherklärung“ zu Unterstützer der Allianz für Entwicklung und Klima werden.
Unterstützer der Allianz für Entwicklung und Klima verpflichten sich freiwillig dazu,
- Klimaneutralität oder Klimapositivität anzustreben;
- die Ziele zur nachhaltigen Entwicklung der Agenda 2030 (SDGs) und des Übereinkommens von Paris zu unterstützen und einen möglichst wirksamen Betrag zur Erreichung dieser Ziele zu leisten;
- eine ganzheitliche Klimaschutzstrategie, die zum Ziel hat, möglichst schnell Treibhausgas-Emissionen zu vermeiden und zu vermindern, zu erarbeiten;
- Entwicklungsanliegen im Sinne der Agenda 2030 und internationalen Klimaschutz zu befördern;
- über die geförderten Projekte zu berichten.[22]

Die Aktivitäten der Unterstützer sollen dabei über gesetzliche Verpflichtungen hinausgehen.
Die Zahl der Unterstützer der Allianz für Entwicklung und Klima liegt bei rund 1.600 (Stand Januar 2025). Zu den größeren Unterstützern zählen die Bundesdruckerei, Kühne + Nagel International AG, TÜv Hessen, Vaillant, Die TSG 1899 Hoffenheim, der 1. FC Köln, die Baden-Württemberg Stiftung, der DAAD, der Deutsche Caritasverband, der NABU, die Universität Potsdam, die Städte Düsseldorf, Kiel und Nürnberg, die Landesverwaltungen von Bayern, Hessen, Nordrhein-Westfalen und Schleswig-Holstein, sowie die DAX-Unternehmen Deutsche Bank, MunichRe und SAP, Symrise und Volkswagen. Die Unterstützer sind öffentlich auf der Website der Stiftung aufgeführt.

### Partner
Die Stiftung Allianz für Entwicklung und Klima steht im partnerschaftlichen Austausch mit dem BMZ und kooperiert mit der Klimarahmenkonvention der Vereinten Nationen (UNFCCC). Weitere Kooperationspartner sind die NABU International Naturschutzstiftung, Conservation International Europe, die Foundations Platform F20, die Initiative Sports For Future sowie das „Bündnis klimaneutrales Allgäu 2030“. Zudem steht die Stiftung im partnerschaftlichen Austausch mit der Initiative „ClimateNeutralNow“ der Klimarahmenkonvention der Vereinten Nationen (UNFCCC) sowie mit dem „Bündnis klimaneutrales Allgäu 2030“ des Energie- und Umweltzentrums (eza!) Kempten. Darüber hinaus gibt es Bezüge zur Initiative „Klimaneutrale Apotheke“ der NOVENTI Health SE.
Der Wissenschaftsjournalist Dirk Steffens und der Kinderbuchautor Martin Baltscheit sind Botschafter der Allianz für Entwicklung und Klima. Die Fernsehmoderatorin Nina Ruge war von Dezember 2019 bis Ende 2024 erste offizielle Botschafterin der Allianz für Entwicklung und Klima.
Die Allianz für Entwicklung und Klima ist Vorbild für die im September 2019 gegründete „Allianz für Entwicklung und Klima – Österreich“ des Österreichischen Rates für Nachhaltige Entwicklung und unterstützt diese in ihrem Aufbau.

### Partner für Entwicklung und Klima
Folgende Anbieter sind „Partner für Entwicklung und Klima“ der Stiftung Allianz für Entwicklung und Klima (Stand Mai 2023):
- Ablasswandel UG
- Atmosfair gGmbH
- Bischoff & Ditze Energy GmbH & Co. KG
- ClimatePartner GmbH
- ClimateSeed
- Die KlimaManufaktur
- Die Ofenmacher e.V.
- First Climate
- Fokus Zukunft GmbH & Co. KG
- FORLIANCE GmbH
- Go.Blue.Now
- global-woods international AG
- Greenmiles GmbH
- HELIOZ GmbH
- KlimaInvest Green Concepts GmbH
- Klima-Kollekte-Kirchlicher Kompensationsfonds gGmbH
- Klima ohne Grenzen
- Knauber ProKlima
- Myclimate
- natureOffice GmbH
- Primaklima
- South Pole Deutschland
- United Nations Carbon Offset Platform
- UPM Umwelt-Projekt-Management